# تاکشی اوکاموتو
تاکشی اوکاموتو (انگلیسی: Takeshi Okamoto؛ زادهٔ ۲۷ مهٔ ۱۹۹۱) بازیکن فوتبال اهل ژاپن است.